# Långnosig dammblomfluga
Långnosig dammblomfluga (Anasimyia lineata) är en tvåvingeart som först beskrevs av Fabricius 1787.  Långnosig dammblomfluga ingår i släktet dammblomflugor, och familjen blomflugor. Arten är reproducerande i Sverige.

## Bildgalleri

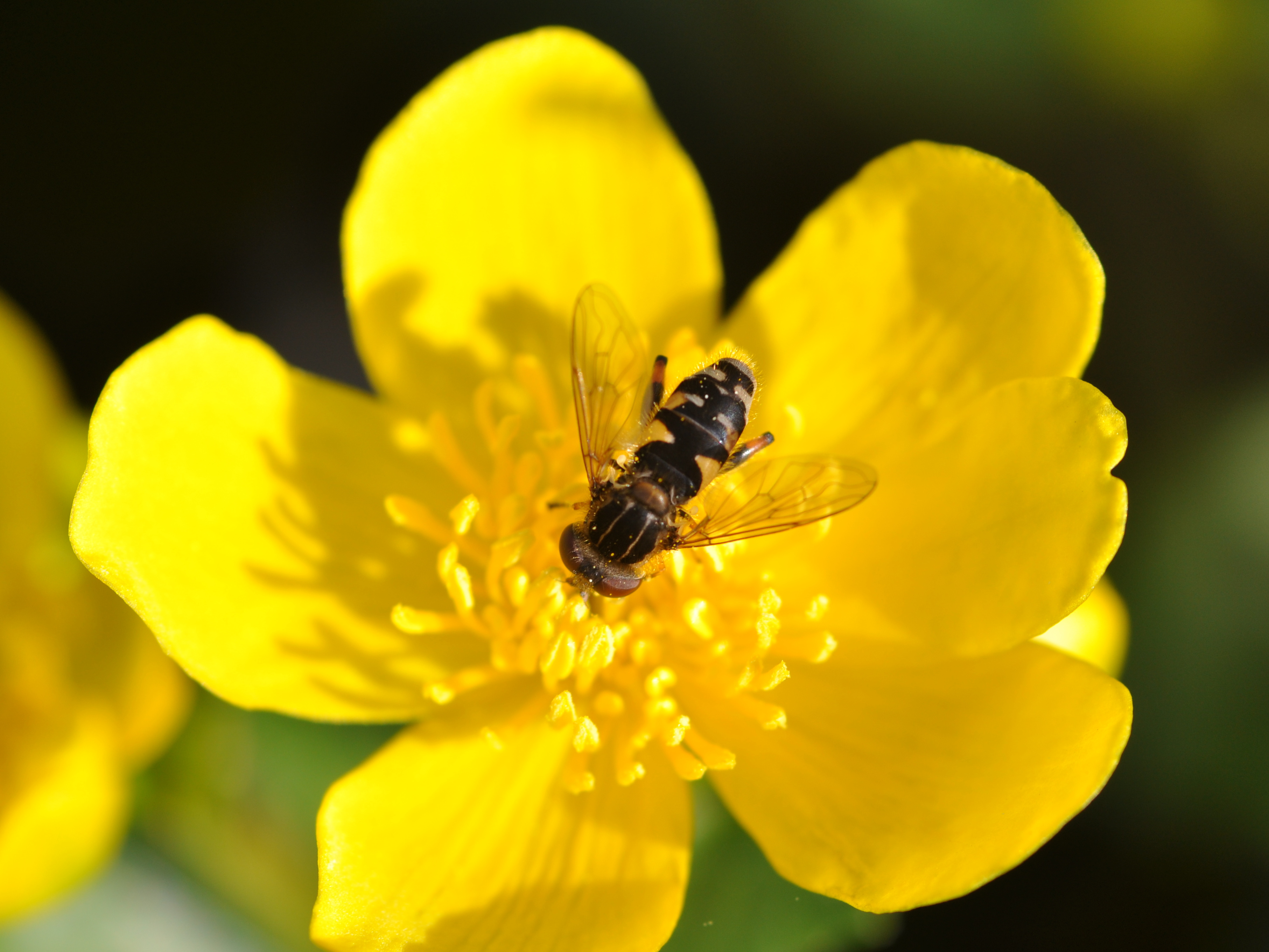
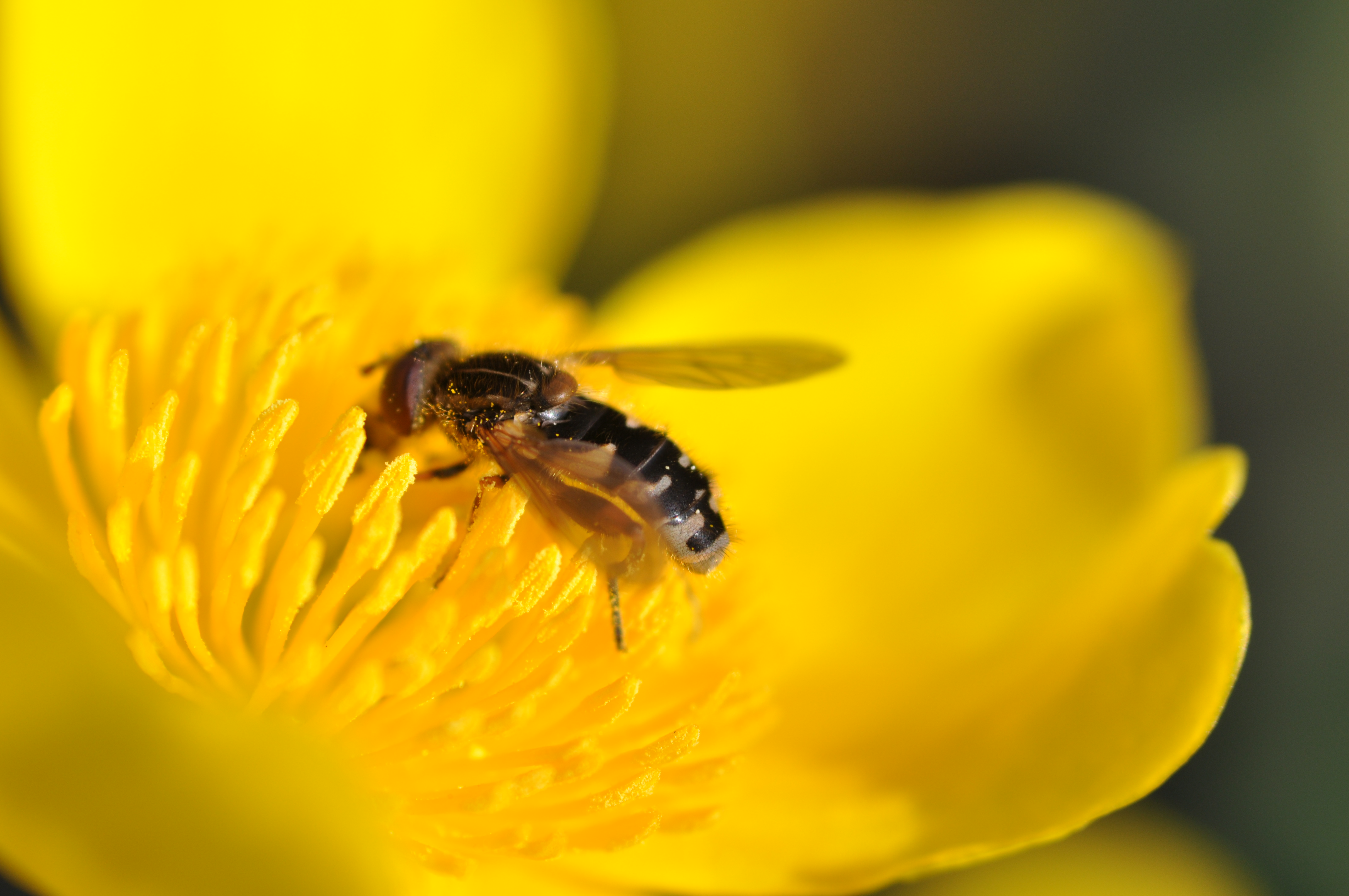
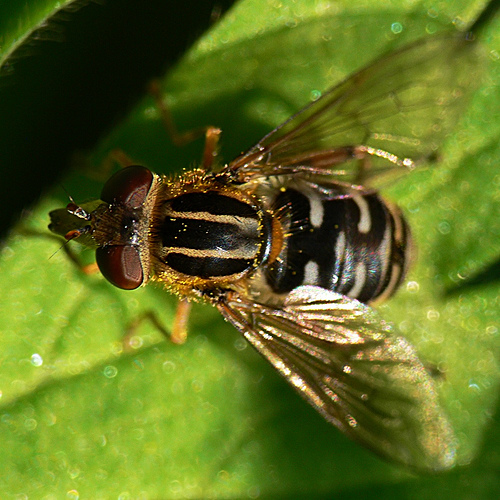